# Eugenia Bocquel
Eugenia Bocquel [bokɛl], wł. Eugenia; z hr. de Rochetin hr. de Bocquel (ur. 1799 na zamku la Roche-sur-Sonne, zm. 5 listopada 1850 w Warszawie) – francuska pisarka i tłumaczka.
Pochodziła z francuskiej rodziny arystokratycznej. Jej rodzicami byli pułkownik gwardii Mikołaj hr. de Rochetin markiz de la Garènne i Julianna (Julia) z markizów Dubois, ks. de la Roche sur Sonne. Rodzina de Rochetin była blisko związana z francuskim domem królewskim – hr. Mikołaj był bliskim przyjacielem króla Ludwika XVIII. W 1817 r. Mikołaj poślubił w Krakowie Rozalię de Marcoin (świadkami byli m.in. Józef Jan Nepomucen hr. Wielopolski margr. Gonzaga Myszkowski i Franciszek hr. Łubieński). Zmarł przed 1829 r.
Uczyła się w domu. W młodości jej rodzina została zmuszona do opuszczenia Francji i osiedlenia się w Polsce. Tu jej ojciec zakupił majątek Kamionka. Eugenia mieszkała głównie na terenie Wolnego Miasta Krakowa, tu też osiadła jej cała najbliższa rodzina – rodzice i dwóch braci : Adolf i Wiktor Henryk (ten drugi był porucznikiem w powstaniu listopadowym i adiutantem polowym generała Ramorino).
Rodzina borykała się z wieloma problemami natury finansowej (jednym z powodów był brak stałych dochodów z małego i biednego majątku ziemskiego). Adolf de Rochetin podjął się pracy nauczyciela języka francuskiego. Eugenia również postanowiła iść jego drogą, obejmując kierownictwo pensji dla panien w Pińczowie w Królestwie Polskim nieopodal majątków rodziny swojej szwagierki Emilii z Romanowskich).
Prawdopodobnie po powstaniu listopadowym przeprowadziła się do Warszawy, gdzie zamieszkała w pałacu Łubieńskich przy ul. Królewskiej. Tu zaczęła prowadzić ożywione życie towarzyskie – w jej salonach spotykała się elita stolicy Królestwa Polskiego (Łubieńscy, Grabowscy, Wielopolscy).
Z powodu paraliżu ciała została zmuszona do zmiany dotychczasowego trybu życia. Rozpoczęła pracę literacką. Do najbardziej znanych jej książek należą "Rozmówki francuskie" z 1840 r., które były wielokrotnie wydawane w XIX wieku i należały do podstawowych podręczników nauki tego języka wśród Polaków. Dokonała też wielu przekładów literatury pięknej. Już po jej śmierci zostały wydane w 1874 r. w Paryżu, kosztem jej brata Wiktora, "Principales Fêtes de Famille en Pologne". Książka ta stanowi przede wszystkim zbiór wspomnień na temat polskich świąt Bożego Narodzenia, Wielkiejnocy i innych, spędzonych przez nią w polskich domach.
Eugenia de Bocquel zmarła w swoim apartamencie przy ul. Królewskiej. Jej pogrzeb odbył się w bazylice Świętego Krzyża w Warszawie, a jej ciało spoczęło na cmentarzu Powązkowskim.